# 日本衛生学会
一般社団法人日本衛生学会（にほんえいせいがっかい、英語: The Japanese Society For Hygiene (JSH)）は、日本の学術研究団体の一つ。

## 概要
1929年設立。学術研究団体としての種別は単独学会である。
健康・生活科学を学術研究領域とし、衛生学分野の研究・教育の進歩と発展をはかり、関連諸事業を推進することを目的としている。
国内においては日本医学会および全国公衆衛生関連学協会連絡協議会に加入している。

## 沿革
- 1929年 - 日本聯合衛生学会設立。
- 1949年 - 日本衛生学会に改称。
- 2017年 - 一般社団法人日本衛生学会設立。

## 刊行物

### 日本衛生学雑誌
- 誌名（和文）：日本衛生学雑誌
- 誌名（欧文）：Nippon Eiseigaku Zasshi, Japanese Journal of Hygiene
- 創刊年：1946
- 資料種別：ジャーナル（査読付き論文を含む）
- 使用言語：日本語（英文抄録あり）
- 発行形態：eジャーナル
- 著作権帰属先：学会
- クリエイティブコモンズ：定めていない
- 購読：無料

### Environmental Health and Preventive Medicine
- 誌名（和文）：Environmental Health and Preventive Medicine
- 誌名（欧文）：Environmental Health and Preventive Medicine
- 創刊年：1996
- 資料種別：ジャーナル（査読付き論文を含む）
- 使用言語：英語のみ
- 発行形態：eジャーナル
- 著作権帰属先：出版社
- クリエイティブコモンズ：-
- 購読：無料